# Omitara

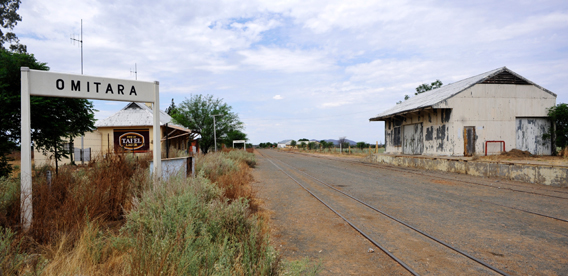
Station Omitara, Namibia

Omitara est un village de Namibie. En comptant le village voisin Otjivero (les deux endroits sont souvent désignés comme un seul ensemble), on estime la population à environ 1 200 personnes en octobre 2008.

## Projet Basic Income Grant
En 2008 et 2009, une expérimentation d'un revenu de base est faite à Omitara et Otjivero. On a donné à chaque personne de moins de 60 ans (l'âge de la retraite) une somme de 100 dollars namibiens (les retraités namibiens reçoivent une allocation de 550 N$ par mois). L'étude de suivi, publiée en octobre 2008, a montré qu'au bout de quelques mois d'expérimentation, la criminalité a baissé, la sécurité alimentaire de la population a augmenté, l'absentéisme à l'école a diminué, et des micro-entreprises se sont mises en place qui revitalisent le tissu économique et social du village. Globalement les revenus des habitants du village ont augmenté de 29 %, soit plus que le revenu supplémentaire octroyé par le programme. Le chômage a également diminué dans le village,,. Un groupe s'est formé pour demander la mise en place d'un revenu de base au niveau national, mais le gouvernement namibien n'a pas repris l'idée.
Après le dernier versement en décembre 2009, une allocation de transition de 80 N$ par mois a été mise en place pour ne pas « laisser les résidents retomber au même niveau de pauvreté déshumanisante qu'ils avaient expérimentée auparavant ». Cette allocation de transition a été versée jusqu'à la fin de l'année 2011, quand la coopérative s'en occupant s'est trouvée à court d'argent. Les versements ont repris en juillet 2014 avec le soutien de l'Église évangélique vaudoise italienne.

## Moyens de transport
Otjivero et Omitara sont deux arrêts de la route allant de Windhoek à Gobabis.